# António Caetano Luís de Sousa, Marquês das Minas
D. António Caetano Luís de Sousa nasceu em Lisboa em 9 de julho de 1690 e morreu depois de 1757 em  data ignorada. Foi 7º Conde do Prado em vida do pai e 4º Marquês das Minas, senhor das vilas de Beringel e do Prado e de toda a casa do pai, comendador de Aljustrel e seu alcaide-mor. 
Serviu com o pai e com o avô na Guerra da Sucessão da Espanha, primeiro na campanha de 1704 quando foi nomeado capitão do regimento de infantaria, de que era coronel Gaspar de Brito Freire, depois em 1706 como capitão de couraças e por último como coronel de regimento de Cavalaria. 
Acompanhou sempre seu avô, o general D. Francisco de Sousa, 2º Marquês das Minas. Capitão de couraça da guarda do avô general, esteve no combate de Brossos, na tomada de Valença e de Ciudad Rodrigo, donde seu avô o mandou a Lisboa trazer a notícia da tomada da praça e dos progressos do exército. 
Unindo-se novamente ao Marquês das Minas, entrou em Madrid, seguiu para Valença, assistiu à batalha de Almanza, e a todos os recontros e combates daquela guerra até voltar com seu avô a Portugal, sendo já coronel de cavalaria. 
Desde então não há mais notícias a seu respeito, mas sabe-se que vivia em 1754. Em 10 de março de 1757 feito mestre-de-campo general e membro do conselho de Guerra. O título lhe foi renovado por D. João V em setembro de 1734. 

## Casamento e descendência
Casou em 19 de julho de 1712 com D. Luísa de Noronha (março de 1699-18 de maio de 1778), filha do 4o Conde dos Arcos, D. Marcos de Noronha e Brito, e D. Maria Josefa de Távora. Filhos:
- 1 - D. João de Sousa (16 de abril de 1713-4 de janeiro de 1745 em vida do pai, sem ter sido conde do Prado. Casou em 1739 com Mariana Joaquina do Pilar da Silveira (de Távora) (1722-1742) filha do 4º conde de Sarzedas; casou depois, em 1744, com Joana Agostinha Josefa de Menezes (Teles da Silveira) (morta depois de 1750), filha do 4º Marquês de Alegrete. D. João de Sousa nunca chegu a fruir os títulos da Casa, mas à viúva foram concedidas por D. João V de Portugal as honras de «grande do Reino». Sucedeu na Casa dos antepassados sua filha, póstuma, D. Maria Francisca Antónia da Piedade de Sousa (16 de abril de 1745-22 de janeiro de 1787) que foi 5ª Marquesa das Minas e 8ª condessa do Prado.